# Nailbomb
Nailbomb ist eine Metal-Band, die von Max Cavalera (Ex-Sepultura / Soulfly / Cavalera Conspiracy) und Alex Newport (Fudge Tunnel) als Nebenprojekt 1994 gegründet wurde.

## Geschichte
An den Studioaufnahmen und einem Live-Auftritt auf dem Dynamo Open Air 1995 wirkten außerdem Igor Cavalera (Ex-Sepultura, Cavalera Conspiracy), Andreas Kisser (Sepultura), Dino Cazares (Fear Factory), D.H. Peligro (Dead Kennedys), Evan Seinfeld (Biohazard) und Rhys Fulber (Fear Factory) mit.
Insgesamt wurden zwei Alben via Roadrunner Records und eine DVD veröffentlicht. Nach dem Erscheinen von Proud to Commit Commercial Suicide löste sich die Band wieder auf. Dies war von Anfang an so geplant, es sollten ein Studioalbum (Point Blank) und ein Livealbum (Proud to Commit Commercial Suicide) erscheinen. Das Vorhaben der Band war „to make the fucking heaviest album ever“ („das härteste Album aller Zeiten zu machen“).
Point Blank wurde im Jahr 2004 in einer remasterten Fassung inklusive sechs Bonustracks wiederveröffentlicht.

## Diskografie
- 1994: Point Blank (CD)
- 1995: Proud to Commit Commercial Suicide (Live-CD)
- 1995: Live at Dynamo (DVD)
- 2023: 1000% Hate (Kompilation)